# 11e régiment de spahis algériens
Le 11e régiment de spahis algériens était une unité de cavalerie appartenant à l'Armée de terre française.

## Création et différentes dénominations
- 1920 : création du 11e régiment de spahis algériens
- 1923 : Dissous
- 1er décembre 1954 : création du 11e escadron de spahis algériens
- 1956 : Dissous

## Chefs de corps
- novembre 1918 - septembre 1919 : lieutenant-colonel Vidalin[1]
- septembre 1919 - mars 1921 : lieutenant-colonel Dommanget[1]
- mars 1921 - mars 1922 : lieutenant-colonel Saint-Hillier[2]

## Historique des garnisons, combats et batailles du11erégiment de spahis

### Entre-deux-guerres
Le 11e régiment de spahis est formé en novembre 1920 par changement de nom du régiment de marche formé le 1er janvier 1919 par le 3e régiment de spahis de Constantine, avec quatre escadrons numérotés 1er, 5e, 8e et 10e. Le 10e escadron compte un certain nombre de spahis tunisiens mais le régiment est majoritairement composé de spahis algériens. Rassemblé à Bizerte en avril, il débarque à Constantinople en juillet 1919 et participe aux opérations en Thrace (8e escadron) et en Bulgarie (autres escadrons). En décembre, le régiment entre dans la composition de la 2e division du Levant et opère dans le nord de la Syrie et en Cilicie face aux tchétés (miliciens kémalistes turcs). Les escadrons subissent des pertes relativement importantes et plusieurs sont dissous : le 5e escadron opérant autour d'Adana est dissous dès janvier 1920 et le 8e escadron fusionne en avril 1920 dans le 1er escadron.
Le 15 novembre 1920, le régiment de marche devient 11e régiment de spahis. Le 10e escadron est dissous en février 1921 après avoir été mis au repos à Tripoli. Le régiment est dissous en mars 1922 et les éléments du 1er escadron rejoignent Batna.
En juin 1922 est prévue la formation d'un 11e régiment de marche de spahis à Trèves en Allemagne occupée mais celui-ci, formé en novembre 1922, prend en avril 1923 le nom de 5e régiment de spahis.

### De 1945 à nos jours
Un 11e escadron de spahis algériens, à cheval, est remis sur pied le 1er décembre 1954 à Khenchela (Algérie). Il est fusionné dans le 6e groupe d'escadrons de spahis algériens en 1956.

## Étendard
Son étendard ne comporte aucune inscription.